# Gynostemma guangxiense
Gynostemma guangxiense är en gurkväxtart som beskrevs av Xiu Xiang Chen och D.H. Qin. Gynostemma guangxiense ingår i släktet Gynostemma och familjen gurkväxter. Inga underarter finns listade i Catalogue of Life.